# Sal (película)
Sal es una película dramática colombiana de 2018 dirigida y escrita por William Vega y protagonizada por Heraldo Romero, Salomón Gómez, Elibardo Celis, Diana Pérez y Susana Ng Chen. Se estrenó en el Festival Internacional de Cine de Cartagena en 2018.

## Sinopsis
Heraldo se embarca en un largo viaje en motocicleta por un árido desierto en busca de su padre desaparecido. Salomón y Magdalena, una pareja de ermitaños, lo encuentran tras un accidente, sanan sus heridas con sal y lo alimentan con cactus. Si desea volver a la ruta y continuar la búsqueda, tendrá que aliviar su cuerpo y su mente.

## Recepción
Ha obtenido críticas generalmente positivas. Manuel Kalmanovitz de la Revista Semana se refirió a la cinta como «una película de atmósferas y no tanto de acción. La inactividad obligada del protagonista le permite desplegar su interés pausado por la manera en que se desenvuelve la cotidianidad en esta geografía hermosa e inhóspita».